# 傑笙遊樂園
傑笙遊樂園（英語：Jason Amusement Park），是台灣南部一座已停業遊樂園，原址位於高雄市大社區（時為高雄縣大社鄉），距義大世界不遠。1989年開始營業。

## 簡介
傑笙遊樂園曾是高雄縣知名觀光景點之一，以南台灣最大的滑草場為賣點，另設有戲水池、小木屋、烤肉區、空中纜車、碰碰船。還曾是中國電視公司交友節目《來電五十》錄影地點。
後因觀光景點漸增、遊客人數減少；又據稱遭受颱風破壞，園主無力修復而於2005年歇業。歇業後，網路上開始流傳出許多的鬼故事、靈異事件，而成為試膽活動地。目前原址仍有園主一家居住。因為年事已高，園主決定要將這塊土地出售。